# Siphobigenerininae
Siphobigenerininae es una subfamilia de foraminíferos bentónicos de la familia Valvulinidae, de la superfamilia Eggerelloidea, del suborden Textulariina y del orden Textulariida. Su rango cronoestratigráfico abarca el Holoceno.

## Clasificación
Siphobigenerininae incluye al siguiente género:
- Siphobigenerina